# Lilly Arrhenius Beyer
Lilly Hanna Turinna Arrhenius Beyer, född 7 december 1904 i Karlstad, död 5 oktober 1993 i Katarina församling i Stockholm, var en svensk författare och bosättningskonsulent. Under 1930-talet recenserade hon konst i Tidevarvet. Hon var också en av grundarna av Konsums Hemtjänst 1938.
Arrhenius Beyer var även nämndeman i Stockholm under åren 1958–1974.
Under pseudonymen Anne Sofie Berg skrev hon boken Att inte se och manus till TV-filmen Det vita lyser i mörkret.
Lilly Arrhenius Beyer var från 1930 gift med Nils Beyer.